# Сен Мартен
Вижте пояснителната страница за други значения на Сен Мартен.
Сен Мартен (на френски: Saint-Martin) е отвъдокеанско владение на Франция в Карибско море. Заема северната част на остров Свети Мартин (южната част е заета от Синт Мартен, една от четирите съставни държави на Кралство Нидерландия), част от Антилските острови. Северната част на острова е 53 km². Населението е около 8000 души през 1982 г., докато около 2010 г. вече наброява над 35 хил. Административен център на острова е Мариго.
| Година    | 1962 | 1968 | 1975 | 1982 | 1990  | 1999  | 2002  | 2006  | 2009  |
| Население | 4001 | 4992 | 5550 | 8072 | 28518 | 29078 | 31397 | 35263 | 35692 |

В резултат от референдума, проведен през 2003 г., на който жителите на владението гласуват за откъсване от Гваделупа, на 15 юли 2007 г. Сен Мартен получава статут на отвъдморска общност на Франция.